# Muchtar Äuezow teatry
Muchtar Äuezow teatry (kaz. Мұхтар Әуезов театры, ros. Театр имени Мухтара Ауэзова), pierwotnie Tułpar (kaz. Тұлпар) – stacja metra w Ałmaty w Kazachstanie.
Jest to jedna z siedmiu stacji na czerwonej linii. Otwarcie stacji nastąpiło 1 grudnia 2011.